# Župnija Škofja Loka - Suha
Župnija Škofja Loka - Suha je rimskokatoliška teritorialna župnija dekanije Škofja Loka nadškofije Ljubljana.